# Amerikai eszkimó kutya
Az amerikai eszkimó kutya (toy American Eskimo) egy angol fajta.

## Történet
Kialakulása az 1900-as évekre tehető. A német spiccből kialakított fajta. Az amerikai tenyésztők az egyszínű, fehér példányokat részesítették előnyben, így ennek a színváltozatnak tiszta vonalban való előállításra törekedtek. Három méretben tenyésztik. Tekintet nélkül a méretre mindhármat egy standard szerint értékelik. 

## Külleme
Marmagassága 28-31 centiméter, tömege 3-5 kilogramm, de a leírás a toy típusra vonatkozik. Pofája, szőrzete, farka a spiccekéhez hasonló. Rókára emlékeztető, hegyes orra és felálló füle van. Zászlós farka hátára kunkorodik. Szőrzete hosszú és sűrű. Kis termete ellenére erőteljes testalkatú, izmos, háta széles és erős. Leggyakrabban egyszínű fehér, ritkán krémszínű. 

## Jelleme
Természete engedelmes és ragaszkodó. 

## Képgaléria

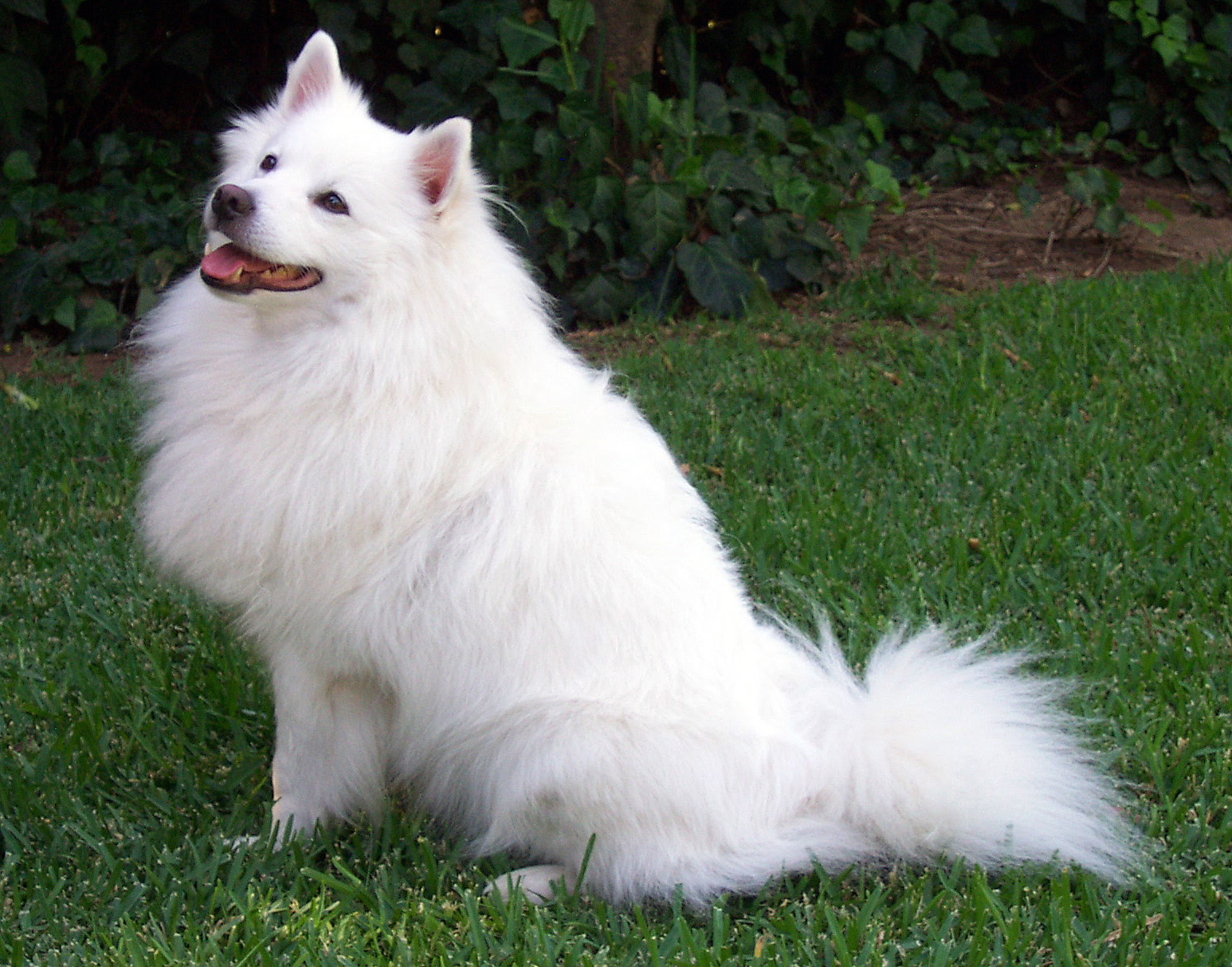
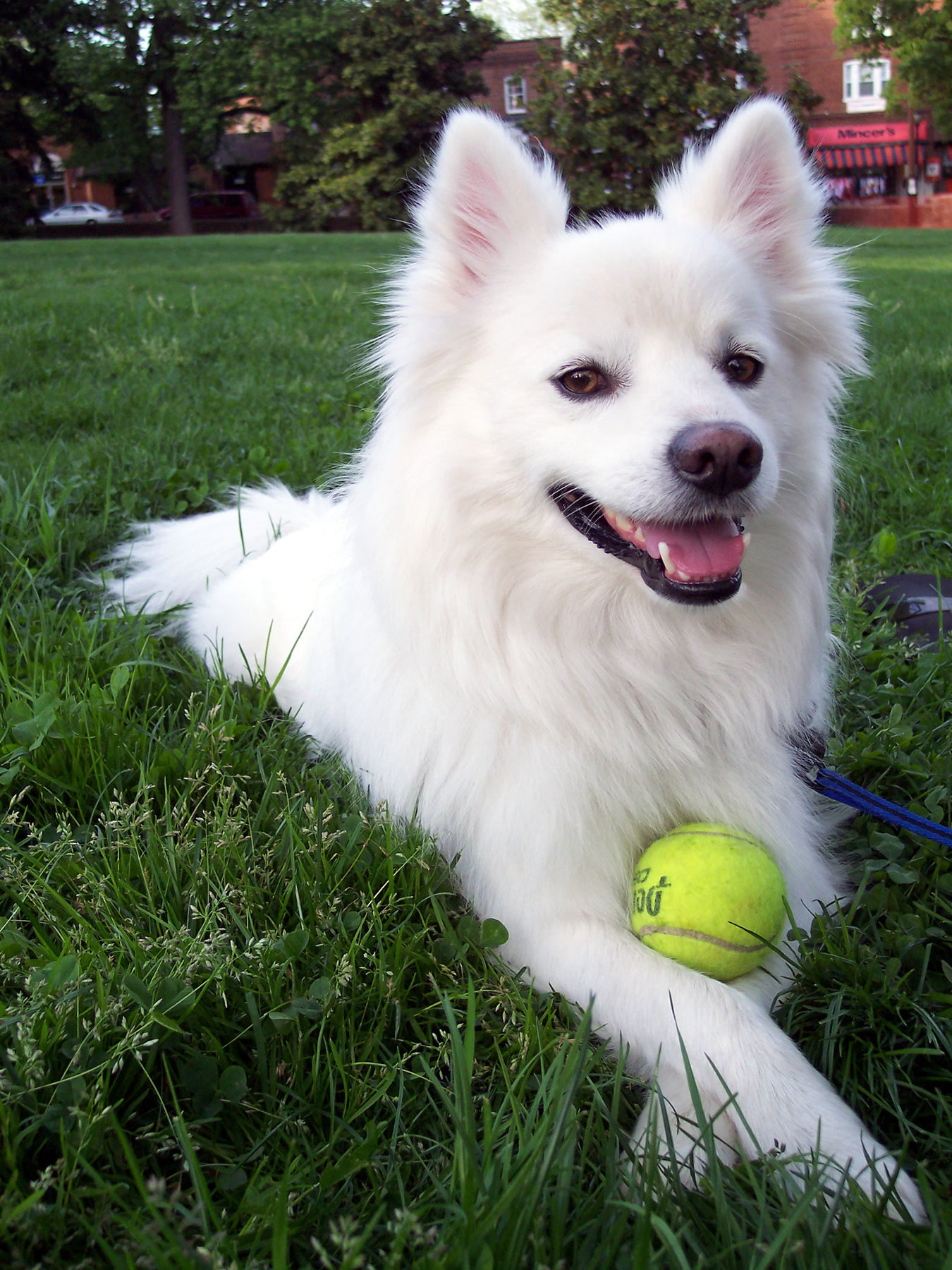
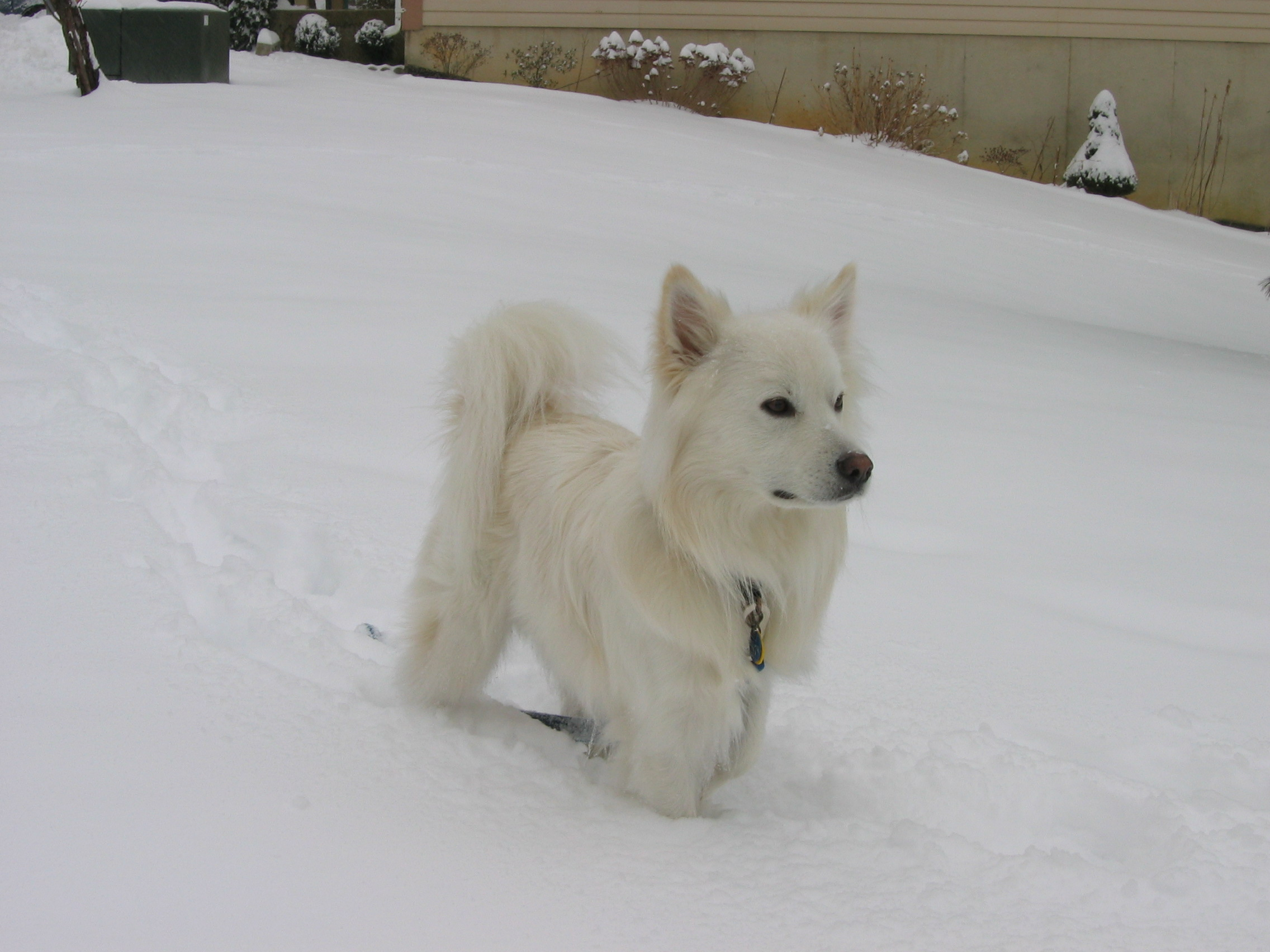
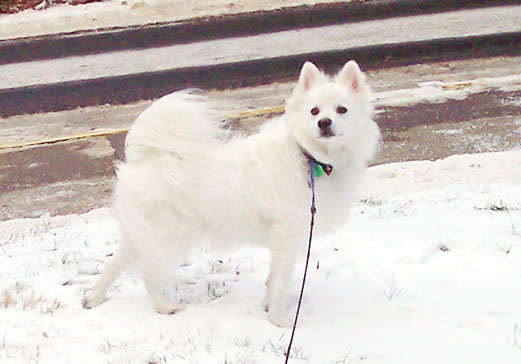
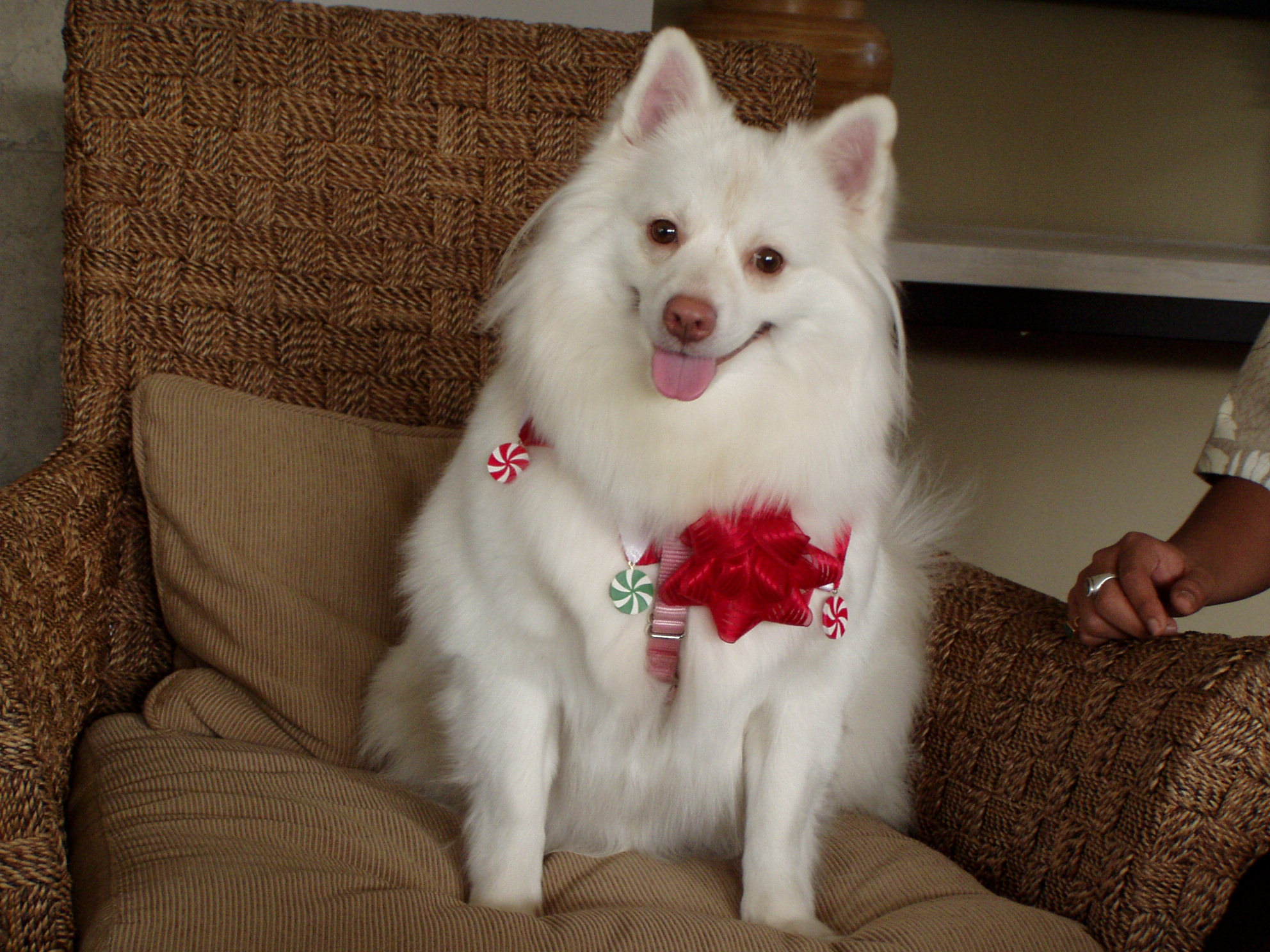